# Slaget vid Kamjanets-Podilskyj
Slaget vid Kamjanets-Podilskyj, även känt som Hubes ficka, var ett slag på östfronten under andra världskriget. Slaget var en sovjetisk inringningsoperation (se dubbel omfattning) syftande till att inringa och förinta tyska enheter. 
I mars 1944 inringade de sovjetiska 1:a och 2:a ukrainska fronterna den tyska 1. Panzerarmee under befäl av generalöverste Hans-Valentin Hube i närheten av staden Kamjanets-Podilskyj i Ukraina. Delar av 1. pansararmén hade deltagit i striderna vid Korsun-Tjerkassy-fickan och var därför i stort behov av vila. Den sovjetiska operationen leddes av marskalk Georgij Zjukov. Offensiven sattes igång i slutet i mars 1944 och den 25 mars var den tyska styrkan avskuren.
Trots stora svårigheter lyckades 1. Pansararmén bryta sig ur den sovjetiska inringningen och möta den tyska undsättningsstyrkan, bestående av två nyuppsatta SS-pansardivisioner, vid staden Buchach den 6 april. De flesta tyska soldaterna undslapp inringningen men en stor del av den tunga utrustningen tvingades man lämna kvar. 
Slaget var en sovjetisk seger samtidigt som det var ett typexempel på de tyska förbandens stora förmåga att hålla ihop och fungera trots mycket stora påfrestningar.